# Leigh-Allyn Baker
Leigh-Allyn Baker, född 13 mars 1972 i Murray i Kentucky, är en amerikansk skådespelerska och röstskådespelerska. Hon har haft mindre roller i TV-serierna Förhäxad och Will & Grace samt en större roll som Amy Duncan i Disney Channel-serien Lycka till Charlie!. Hon har även gjort rösten till Abby i Nickelodeon-serien Bondgården.